# Přemysl Švarc
Pour les articles homonymes, voir Svarc.
Přemysl Švarc, né le 27 mars 1985 à Plzeň en Tchéquie, est un triathlète professionnel. Il fait partie de l'équipe de République tchèque de triathlon.

## Biographie
Il termine à la 5e place du Championnats du monde de triathlon 2006 des moins de 23 ans, il est également sélectionné aux Jeux olympiques d'été de 2012. En 2014, il remporte les championnats national élite de Tchéquie sur distance M et sprint.

## Palmarès
Le tableau présente les résultats les plus significatifs (podium) obtenus sur le circuit national et international de triathlon depuis 2006.
| Année | Compétition                                 | Pays         | Position           | Temps           |
| ----- | ------------------------------------------- | ------------ | ------------------ | --------------- |
| 2015  | Coupe d'Afrique - l'étape de Hurghada       | Égypte       | Médaille de bronze | 1 h 55 min 16 s |
| 2014  | Championnat de la République Tchèque        | Tchéquie     | Médaille d'or      | 1 h 50 min 37 s |
| 2014  | Championnat de la République Tchèque sprint | Tchéquie     | Médaille d'or      | 1 h 0 min 13 s  |
| 2013  | Coupe d'Asie - l'étape de Murakami          | Japon        | Médaille de bronze | 1 h 47 min 12 s |
| 2013  | Championnat de la République Tchèque sprint | Tchéquie     | Médaille d'or      | Timing          |
| 2012  | Coupe d'Asie - l'étape d'Amakusa            | Japon        | Médaille d'argent  | 1 h 46 min 49 s |
| 2012  | Championnat de la République Tchèque sprint | Tchéquie     | Médaille d'or      | Timing          |
| 2010  | Coupe d'Asie - l'étape d'Incheon            | Corée du Sud | Médaille d'argent  | 1 h 57 min 16 s |
| 2006  | Coupe d'Europe - l'étape d'Erdek            | Turquie      | Médaille de bronze | 1 h 56 min 16 s |

## Voir Aussi